# 小界岭战役
小界岭战役，是抗日战争武汉会战中，在湖北麻城爆发的一次战役。
1938年8月，日本侵略军由河南省攻入湖北省境内。战斗主要集中在位于大别山河南商城县、经扶县（今新县）与湖北麻城县交界处富金山、叶集、沙窝青山沟、福田河小界岭、大界岭一线。
当时国民政府第五战区司令部驻在湖北麻城宋埠。第五战区司令李宗仁决定，以国民革命军第3兵团司令兼第二集团军司令孙连仲亲率第30军、第42军和第71军共五万余人防守。第30军军长田镇南，防守左翼；第71军军长宋希濂，防守正面和右翼，第42军军长冯安邦。日军先后投入第13师团、第16师团、第10师团濑谷支队共三万余人进攻，因为第13师团减员严重，主攻任务替换为第16师团。
战斗持续八十天，日军未取得战斗的实质性进展。国军以阵亡近两万余人，日军伤亡21886人：阵亡4506人（将校佐526人），负伤17380人（将校佐628人），占武汉会战日军总伤亡的五分之一。日军改变战略进攻重点，进占河南潢川、罗山，10月12日，攻占信阳。李宗仁下令撤退，10月24日蒋介石下令放弃武汉，第71军等部奉命撤退。10月25日麻城失陷，小界岭战役结束。